# 圓桌騎士 (遊戲)
《圓桌騎士》，是日本游戏公司卡普空于1991年制作和发行的街機横向卷轴类清版动作游戏。这款中世纪风格的动作游戏，不同于以往的横杆闯关游戏，带上了一些RPG的要素，这是《圆桌骑士》非常罕见的一大特色。随着游戏中分数的增加（最高為16級），角色们会升级并且改变外观，攻击力也会增强。可以将补血道具、奖分道具斩开为几份的设定也独具匠心，紅震能把屏內敵人變成分數，綠震能把屏內敵人變成補血（對魔王無效）；紅杖所有人升一級，綠杖自己升一級，且均會加滿血（滿級吃只有加血效果）；馬頭雕像為召喚一匹馬；白銀雕像就是加一命；黃金雕像就是加兩命。重斩和防御使用恰当与否也是能否通关的关键所在。與1992年卡普空推出的街機遊戲《吞食天地II 赤壁之戰》一樣，可以騎馬戰鬥。

## 故事大綱
主角是傳說中的英國國王亞瑟和他的圓桌武士。時值羅馬帝國滅亡、歐洲大陸風起雲湧之際，盎格魯-撒克遜人大舉入侵不列顛群島；在戰爭即將爆發的英格蘭，一直在訓練自己要成為一名偉大騎士的青年亞瑟（Arthur），從岩石上拔出了傳說的王者之剑（聖劍Excalibur），據說只要拔出它將來會成為國王。魔法師梅林（Merlin）對亞瑟（Arthur）說：“任何能夠拔出聖劍Excalibur的勇士，據說只要找到聖杯，就能擁有平定亂世、統治這個世界的力量。”，亞瑟（Arthur）說：“我會找到的。”，因此亞瑟與他的兩位騎士蘭斯洛特（Lancelot）和珀西瓦里（Percival），尋找聖杯、起身反抗撒克遜人的旅程（戰鬥）開始了。最終擊退強敵、統一了不列顛群島，成就了不朽的霸業。

## 登場角色
- 蘭斯洛特（Lancelot）：速度型英雄，武器为佩刀，出招快，攻擊範圍不小，破壞力則是三人中最弱，可以施展空中殺法，升級到最後是著金色重甲。骑马时武器挥动速度快。
- 亞瑟王（Arthur）：遊戲的主角，平均型英雄，武器为王者之剑，也有空中技，是最好上手的角色。升級到最後是著全套連身盔甲，和蘭斯洛特差在有戴頭盔。骑马时重斩攻击力高。
- 珀西瓦里（Percival）：力量型英雄，武器为戰斧，缺點是射程短、無空中技，但地面作戰可使出衝鋒和翻滾等招式。骑马时攻击距离短。